# 中嶋かずあき
中嶋かずあき（なかしま かずあき、1973年2月2日 - ）は福岡県を拠点に活動するローカルタレント。福岡県北九州市出身、血液型B型、福岡大学卒業。

## 人柄、エピソードなど
- 「『なかじま』ではありません、『なかしま』です。」と名字にはこだわりがある。
- 工学部卒業でありながら、理数系が苦手。
- 髪型が独特。天然パーマを気にしている。
- 個人的にライブ活動をしているものの、オンエアで歌うのは恥ずかしいらしい。
- 自分のプロフィールを人に書いてもらいたがる。
- 好きなアーティストはチェッカーズ。
- 得意料理は野菜炒め。
- 趣味はサーフィン・バイク。ただし、人に語るほどのものではないとは本人談。

## 現在の出演番組
- Slash B（fmfukuoka 土曜 27:00-28:00）

ポッドキャスト配信中(iPodやPSPで受信可能 PSPではパソコン不要で自らPSPで登録可能)
- Smile Saturday（Dreams FM  土曜 12:00-15:00）
- Saturday Music Drive (Dreams FM 土曜 18:30-19:00)